# Ziołowo (gmina)
Ziołowo – dawna gmina wiejska istniejąca do 1928 roku w woj. poleskim (obecnie na Białorusi). Siedzibą władz gminy było Ziołowo.
W okresie międzywojennym gmina Ziołowo należała do powiatu kobryńskiego w woj. poleskim.
Gminę zniesiono 18 kwietnia 1928 roku, a jej obszar włączono do gminy Antopol oraz do nowo utworzonej gminy Dziatkowicze.